# Walter I. McCoy

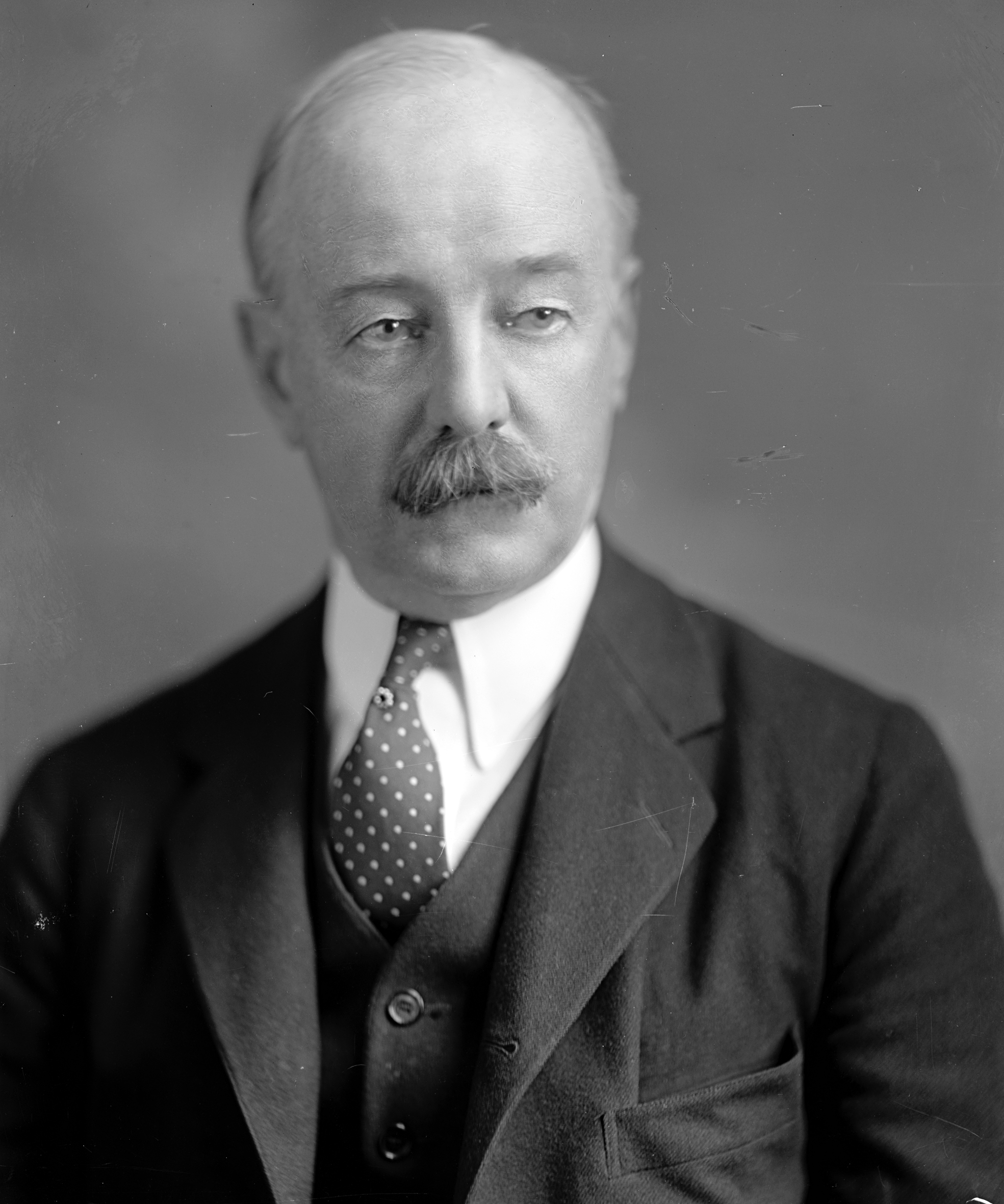
Walter I. McCoy

Walter Irving McCoy (* 8. Dezember 1859 in Troy, New York; † 17. Juli 1933 in Cambridge, Massachusetts) war ein US-amerikanischer Jurist und Politiker. Zwischen 1911 und 1914 vertrat er den Bundesstaat New Jersey im US-Repräsentantenhaus; anschließend wurde er Bundesrichter.

## Werdegang
Walter McCoy besuchte die öffentlichen Schulen seiner Heimat sowie die Troy Academy. Danach absolvierte er die Phillips Exeter Academy in New Hampshire und das Princeton College. Anschließend studierte er bis 1882 an der Harvard University. Nach einem anschließenden Jurastudium an dieser Universität und seiner 1886 erfolgten Zulassung als Rechtsanwalt begann er in New York City in seinem Beruf zu arbeiten. Zwischen 1893 und 1910 war er als Sachverwalter für die Gemeinde South Orange tätig. Politisch wurde er Mitglied der Demokratischen Partei. In den Jahren 1904 und 1908 war er Delegierter zu den jeweiligen Democratic National Conventions. Außerdem fungierte er im Essex County als stellvertretender Parteivorsitzender.
Bei den Kongresswahlen des Jahres 1910 wurde McCoy im achten Wahlbezirk von New Jersey in das US-Repräsentantenhaus in Washington, D.C. gewählt, wo er am 4. März 1911 die Nachfolge von William H. Wiley antrat. Nach einer Wiederwahl konnte er bis zu seinem Rücktritt am 3. Oktober 1914 im Kongress verbleiben. Ab 1913 vertrat er als Nachfolger von Eugene F. Kinkead den neunten Distrikt seines Staates. Während seiner Zeit im Kongress wurden der 16. und der 17. Verfassungszusatz ratifiziert.
McCoys Rücktritt erfolgte, nachdem er von Präsident Woodrow Wilson zum Richter am Obersten Gerichtshof des Bundesdistrikts ernannt worden war, wo er die Nachfolge von Job Barnard antrat. Von 1918 bis zum Eintritt in den Ruhestand am 8. Dezember 1929 führte er den Vorsitz an diesem Gericht. Bis 1932 lebte Walter McCoy weiterhin in der Bundeshauptstadt; danach zog er nach Cambridge in Massachusetts, wo er am 17. Juli 1933 verstarb.